# Council of Dads
Council of Dads je americký dramatický televizní seriál inspirovaný stejnojmennou knihou  Bruce Feiler. Tvůrci seriálu jsou Joan Rater a Tony Phelan. Seriál měl premiéru na televizní stanici NBC dne 24. března 2020. V červenci roku 2020 bylo oznámeno, že seriál byl zrušen.

## Obsazení

### Hlavní role
| Sarah Wayne Callies | Dr. Robin Perry, Scottova manželka                                           |
| Clive Standen       | Anthony Lavelle, Scottův nejlepší přítel, kuchař a člen rady otců            |
| J. August Richards  | Dr. Oliver Post, Robin nejlepší kamarád od lékařské fakulty a člen rady otců |
| Michele Weaver      | Luly Perry, Scottova dcera                                                   |
| Emjay Anthony       | Theo Perry, Scottovo a Robin syn                                             |
| Thalia Tran         | Charlotte Perry, Scottova a Robin adoptivní dcera                            |
| Blue Chapman        | JJ Perry, Scottův a Robin transgender syn                                    |
| Steven Silver       | Evan Norris, Lulyin manžel                                                   |
| Michael O'Neill     | Larry Mills, Scottův kamarád                                                 |

### Vedlejší role
| Lindsey Blackwell | Tess           |
| Kevin Daniels     | Peter Richards |
| Hilarie Burton    | Margot         |

### Hostující role
| Tom Everett Scott | Scott Perry |

## Seznam dílů
| Č. v seriálu | Č. v řadě | Původní název        | Režie               | Scénář                   | Premiéra v USA   |
| ------------ | --------- | -------------------- | ------------------- | ------------------------ | ---------------- |
| 1            | 1         | Pilot                | James Strong        | Joan Rater a Tony Phelan | 24. března 2020  |
| 2            | 2         | I'm not Fine         | James Strong        | Joan Rater a Tony Phelan | 30. dubna 2020   |
| 3            | 3         | Who Do You Wanna Be? | Jonathan Brown      | Tia Napolitano           | 7. května 2020   |
| 4            | 4         | The Sixth Stage      | Christopher Misiano | Bert V. Royal            | 14. května 2020  |
| 5            | 5         | Tradition!           | Lily Mariye         | Imogen Binnie            | 28. května 2020  |
| 6            | 6         | Heart Medicine       | Geary McLeod        | Pamela Garcia Rooney     | 4. června 2020   |
| 7            | 7         | The Best-Laid Plans  | Nicole Rubio        | Jason Wilborn            | 11. června 2020  |
| 8            | 8         | Dear Dad             | Benny Boom          | David Gould              | 18. června 2020  |
| 9            | 9         | Stormy Weather       | Jonathan Brown      | Heather Robb             | 25. června 2020  |
| 10           | 10        | Fight or Flight      | Tony Phelan         | Joan Rater a Tony Phelan | 2. července 2020 |